# 毎日新聞首都圏センター
株式会社毎日新聞首都圏センター（まいにちしんぶんしゅとけんセンター）は、毎日新聞東京本社の、神奈川県、埼玉県、福島県、宮城県、山形県で発行される新聞を印刷する工場、並びにその運営会社である。

## 歴史
毎日新聞、スポーツニッポン新聞のそれぞれ東京本社発行の神奈川県、埼玉県（一部毎日新聞北関東コアと分担）、並びに東北地方南部の福島県、宮城県、山形県向けの新聞（福島工場はこれに、毎日グループの福島民報を含む）を制作する会社は、それぞれ神奈川県は「毎日新聞厚木センター」（1988年設立）、埼玉県は「毎日新聞川口センター」（1992年設立）、福島県は「福島オフセット」（1986年設立。1998年社名を「毎日新聞福島センター」に改める）として設立されたが、このうち神奈川・埼玉の両県については1999年に合併して、現在の「毎日新聞首都圏センター」に社名を変更、その後2003年に毎日新聞福島センターを統合し、現在の形となった。なお法人登記上の存続会社は毎日新聞厚木センターである
2012年4月、毎日新聞グループホールディングス子会社の印刷会社である東日印刷の完全子会社として経営統合が行われた。

## 工場所在地
- 海老名工場（登記上本店）　海老名市本郷2700-1
- 川口工場　川口市緑町8-24
- 福島工場　福島市佐倉下字二本榎前10-5

## 関連会社
- 毎日新聞グループホールディングス
  - 毎日新聞社
  - 毎日新聞東京本社
  - 東日印刷
  - 毎日新聞北関東コア
  - 東日オフセット